# Municipio de Madison (condado de Clark, Misuri)
El municipio de Madison (en inglés: Madison Township) es un municipio ubicado en el condado de Clark en el estado estadounidense de Misuri. En el año 2010 tenía una población de 763 habitantes y una densidad poblacional de 9,69 personas por km².

## Geografía
El municipio de Madison se encuentra ubicado en las coordenadas 40°25′32″N 91°39′22″O / 40.42556, -91.65611. Según la Oficina del Censo de los Estados Unidos, el municipio tiene una superficie total de 78.74 km², de la cual 77,95 km² corresponden a tierra firme y (1 %) 0.79 km² es agua.

## Demografía
Según el censo de 2010, había 763 personas residiendo en el municipio de Madison. La densidad de población era de 9,69 hab./km². De los 763 habitantes, el municipio de Madison estaba compuesto por el 99,34 % blancos, el 0,26 % eran amerindios y el 0,39 % eran de una mezcla de razas. Del total de la población el 0,39 % eran hispanos o latinos de cualquier raza.